# Victor Sadler
Pour les articles homonymes, voir Sadler.
Victor Sadler (1937 - 24 mai 2020) est un linguiste et espérantiste néerlandais d’origine britannique.

## Biographie

### Jeunesse et études
Victor Sadler nait en 1937 au Royaume-Uni. À l’âge de 14 ans, en 1951, il apprend l’espéranto,,. Il utilise l’espéranto alors qu’il étudie à Cambridge, où il rejoint le club estudiantin d’espéranto. Il y rencontre d’autres étudiants qui deviendront de célèbres espérantistes : Humphrey Tonkin, John C. Wells et Duncan Charters (eo). En 1960, l’espéranto devient sa langue de tous les jours. En 1962, il finit son doctorat en phonétique, tout comme John C. Wells.

### Implication dans l’espéranto
En 1959, il participe à la réactivation de la Studenta Tutmonda Esperantiste Ligo, ligue mondiale des étudiants espérantistes, où il s’occupera de la revue Studento.
En juillet 1962, il est envoyé par l’Association mondiale d'espéranto au Sri Lanka où il enseignera l’espéranto à un millier de personnes. Après son retour, il publie en janvier 1963 Azia strategio, documentant son voyage.

## Œuvres
- (eo) Victor Sadler, Memkritiko, Roskilde, Koko, 1967, 60 p.[4]
- (eo) Victor Sadler, Perversaj rilatoj, New York, Mondial, 2015, 65 p.[5]